# Pizarral
Pizarral es un municipio y localidad española de la provincia de Salamanca, en la comunidad autónoma de Castilla y León. Se integra dentro de la comarca de Guijuelo y la subcomarca de Salvatierra. Pertenece al partido judicial de Béjar.
Su término municipal está formado por la localidad de Pizarral y el despoblado de Torozos, ocupa una superficie total de 16,67 km² y según los datos demográficos recogidos en el padrón municipal elaborado por el INE en 2017, cuenta con una población de 53 habitantes.

## Toponimia
Un topónimo muy interesante para la Historia medieval es Salvatierra, que en su forma simple o formando parte de denominaciones compuestas hace referencia a localidades de mayor o menor importancia o a comarcas enteras. Todas las comarcas o villas llamadas Salvatierra se hallan en territorio que alguna vez ha sido frontera; por eso estos topónimos nos sirven para dibujar las fronteras medievales cuando no conocemos con mucha exactitud su trazado. La comarca de Salvatierra, en el sureste de Salamanca, a caballo entre el Tormes y el Alagón, que comprende el territorio de doce pueblos o anejos (Salvatierra, Villar de Salvatierra, Navarredonda de Salvatierra, Campillo de Salvatierra, Castillejo de Salvatierra, Fuenterroble de Salvatierra, Pizarral de Salvatierra, Berrocal de Salvatierra, Montejo de Salvatierra, Herreros de Salvatierra, Palacios de Salvatierra y Cabezuela de Salvatierra) y pudo ser una defensa de la frontera cristiana, en época de Ramiro II o de la frontera entre León y Castilla, que no discurría muy lejos, como tampoco hoy lo hace el límite provincial que separa Salamanca, de Ávila.
El concejo de Salvatierra, primero, y luego durante el siglo XVIII el partido de Salvatierra, comprendía tres partes, llamadas antiguamente sexmos, y más tarde, por lo menos a partir del siglo XVIII, cuartos: el sexmo o Cuarto de Abajo, el sexmo o cuarto de Arriba y el sexmo o Cuarto de La Villa y sus arrabales.
El cuarto o sexmo de Abajo incluía los términos de los siguientes lugares: Pedrosillo de los Aires, Navarredonda de Salvatierra, Berrocal de Salvatierra, Palacios de Salvatierra, Montejo de Salvatierra y Pizarral de Salvatierra.
Pizarral de Salvatierra: nombre de un lugar, con Ayuntamiento, perteneciente al sexmo o cuarto de Abajo. Es un topónimo totalmente transparente, que responde fielmente a la realidad el terreno pizarroso no sólo del lugar donde está asentado el caserío sino de prácticamente todo el término. Como en otros muchos casos se trata de un apelativo de carácter abundancial, pizarral, habilitado como topónimo.     
La primera documentación es de 1629 (Piçarral); en el Catastro de Ensenada y en el mapa de don Tomás López, Pizarral; en los distintos Nomenclátor provinciales, Pizarral de Salvatierra.
En cuanto a Torozos, nombre de un caserío, centro de una pequeña propiedad, en el término de Pizarral, hoy prácticamente deshabitado. Es topónimo de difícil interpretación. Podría tratarse de la evolución de trozos, con introducción o epéntesis de una o anaptíctica (>torozos); el apelativo trozos/torozos, de significación obvia, y muy abundante como apelativo referido a fincas o parcelas o tierras muy pequeñas, y como microtopónimo, se habría convertido en el primeramente topónimo menor, y luego topónimo mayor, Torozos.
Ahora bien, también podría tratarse de un topónimo de repoblación, pues sabemos que limitando por el sur la Tierra de Campos se hallan los Montes de Torozos entre Palencia y Valladolid, de donde procederían los repobladores de esta zona de Salvatierra, que bautizan una parte del término de Pizarral con el nombre de su tierra de origen. Este topónimo aparece sólo en el Catastro de Ensenada y en los Nomenclátor actuales.

## Geografía
Integrado en la comarca de Guijuelo, subcomarca de Salvatierra, se sitúa a 44 kilómetros de Salamanca. El término municipal está atravesado por la Autovía Ruta de la Plata (A-66) y por la carretera nacional N-630, entre los pK 382 y 384, además de por una carretera local que conecta con Berrocal de Salvatierra.  
El relieve del municipio es predominantemente llano, pero a elevada altura. La altitud oscila entre los 1005 metros al noreste (Atalaya Montejo), en el límite con Montejo, y los 880 metros al norte, a orillas de un arroyo. El pueblo se alza a 910 metros sobre el nivel del mar. 
| Noroeste: Berrocal de Salvatierra         | Norte: Montejo                       | Nordeste: Montejo                     |
| Oeste: Berrocal de Salvatierra y Guijuelo |                                      | Este: Montejo y Salvatierra de Tormes |
| Suroeste: Guijuelo                        | Sur: Guijuelo y Aldeavieja de Tormes | Sureste: Aldeavieja de Tormes         |

## Historia
La fundación de Pizarral se remonta a la repoblación llevada a cabo por el rey de León Alfonso IX a principios del siglo XIII, cuando quedó incluido en el Alfoz de Salvatierra, dentro del Reino de León. Con la creación de las actuales provincias en 1833, Pizarral quedó integrado en la provincia de Salamanca, dentro de la Región Leonesa.
Los orígenes de Salvatierra y de Montejo se enmarcan en 1202 y 1224, respectivamente, lo que indica que Pizarral se estableció en ese periodo de tiempo.
A lo largo de los siglos, se han ido conservando registros de Pizarral, como es en el caso del Libro de los lugares y aldeas del Obispado de Salamanca (manuscrito 1604-1629), editado por Antonio Casaseca Casaseca y José Ramón Nieto González en 1982 donde, en la página 124,  se describe a Pizarral.

## Demografía
Cuenta con una población de 64 habitantes (INE 2024).
| Gráfica de evolución demográfica de Pizarral entre 1842 y 2021                                                      |
| |
| Población de derecho según los censos de población del INE Población de hecho según los censos de población del INE |

Según el Instituto Nacional de Estadística, Pizarral tenía, a 31 de diciembre de 2018, una población total de 47 habitantes, de los cuales 30 eran hombres y 17 mujeres. Respecto al año 2000, el censo refleja 100 habitantes, de los cuales 48 eran hombres y 52 mujeres. Por lo tanto, la pérdida de población en el municipio para el periodo 2000-2018 ha sido de 53 habitantes, un 53 % de descenso.
El municipio se divide en dos núcleos de población. De los 47 habitantes que poseía el municipio en 2018, la totalidad residía en Pizarral, pues Torozos se encuentra despoblado.

### Transporte
El municipio está bien comunicado por carretera, atravesándolo la carretera nacional N-630 que une Gijón con Sevilla y permite dirigirse tanto a la capital provincial como a otros núcleos cercanos; en paralelo a esta carretera discurre la autovía Ruta de la Plata que tiene el mismo recorrido que la nacional y que cuenta con salida directa en el municipio vecino de Montejo, permitiendo unas comunicaciones más rápidas con el resto del país. Otra carretera importante es la DSA-216 que parte del entronque con la N-630 y une al municipio con Berrocal de Salvatierra. 
En cuanto al transporte público se refiere, tras el cierre de la ruta ferroviaria de la Vía de la Plata, que pasaba por el municipio y contaba con estación en el mismo, no existen servicios de tren en el municipio ni en los vecinos, ni tampoco línea regular con servicio de autobús. Por otro lado el aeropuerto de Salamanca es el más cercano, estando a unos 46km de distancia.

## Símbolos
Escudo
Escudo español, medio partido y cortado; primero de plata, un muro de pizarra al natural;segundo de azur, un rosario de plata colocado en orla oval; tercero de oro, una vaca de sable clarinada en su color. Al timbre, corona real española cerrada.
Bandera
Bandera de paño rectangular de proporciones 3:2 (largo por ancho).Terciada vertical, con las franjas azul al asta, amarillo al batiente, y al centro blanco, con el escudo heráldico municipal; teniendo éste de altura, 2/5 del ancho de la Bandera.

## Administración y política
| Partido político                         | 2019  | 2019  | 2019       | 2015  | 2015  | 2015       | 2011  | 2011  | 2011       | 2007  | 2007  | 2007       | 2003  | 2003  | 2003       |
| Partido político                         | %     | Votos | Concejales | %     | Votos | Concejales | %     | Votos | Concejales | %     | Votos | Concejales | %     | Votos | Concejales |
| Partido Popular (PP)                     | 65,38 | 17    | 3          | 57,58 | 19    | 3          | 65,91 | 29    | 3          | 90,20 | 46    | 1          | 66,67 | 46    | 1          |
| Partido Socialista Obrero Español (PSOE) | 15,38 | 4     | 0          | 9,09  | 3     | 0          | 6,82  | 3     | 0          | 5,88  | 3     | 0          | 31,88 | 22    | 0          |
| Coalición SI por Salamanca (SI)          | —     | —     | —          | —     | —     | —          | 2,27  | 1     | 0          | —     | —     | —          | —     | —     | —          |

## Centro social
El centro social de Pizarral comparte edificio con el salón municipal, y fue construido en el año 2000. El centro fue renovado íntegramente en junio de 2020 modernizando su apariencia y adaptándolo a la nueva normativa.

## Patrimonio

### Iglesia de San Miguel Arcángel
La iglesia de Pizarral de estilo románico, fue construida a principios del siglo XVII y está dedicada a San Miguel Arcángel. Acoge a la Patrona de la localidad la Virgen del Rosario
El primer libro que habla de la iglesia de Pizarral es Libro de los lugares y aldeas del Obispado de Salamanca (manuscrito 1604-1629), editado por Antonio Casaseca Casaseca y José Ramón Nieto González en 1982.